# 리버센터
리버센터(RiverCentre)은 미국 미네소타주 세인트폴에 위치한 실내 경기장이다. 과거 IHL 미네소타 무스와 WHA 미네소타 파이팅 세인츠의 홈경기장으로 사용했다.